# Hilara forcipata
Hilara forcipata är en tvåvingeart som beskrevs av Yang och Li 2001. Hilara forcipata ingår i släktet Hilara och familjen dansflugor. Inga underarter finns listade i Catalogue of Life.